# 劇場版 仮面ライダービルド Be The One
『劇場版 仮面ライダービルド Be The One』（げきじょうばん かめんライダービルド ビー ザ ワン）は、2018年8月4日より東映系で公開された日本の映画作品。同時上映作品は『快盗戦隊ルパンレンジャーVS警察戦隊パトレンジャー en film』。
キャッチコピーは「さぁ、最後の実験をはじめようか」「未来を創る、ただひとつの答え。」「奇跡を創る法則は、二人の絆。」。

## 概要
特撮テレビドラマ仮面ライダーシリーズの『仮面ライダービルド』の単独映画作品。石ノ森章太郎生誕80周年と銘打っている。時系列上ではテレビシリーズ第45話と第46話の間の話となっている。本作品では、ラストパンドラパネルホワイトが創った新世界の一端が先行披露される。
前年までと同様に次回作の主役ライダーの先行登場も踏襲されており、『仮面ライダージオウ』から仮面ライダージオウがテレビシリーズの放送開始に先駆けて登場するほか、『ジオウ』のクロスオーバー要素も兼ねて『ビルド』以前の平成ライダーと一部の怪人も登場する。ただし、それらのゲストキャラクターはエンドロール後のエピローグのみの登場であり、ストーリーそのものには一切関与していない。
8月4、5日の2日間の興行収入は2億6,000万円、動員数は21万人を突破している。

## あらすじ
愛と平和のために桐生戦兎 / 仮面ライダービルドがエボルトと激闘を繰り広げている中、伊能賢剛率いるブラッド族が暗躍を始める。東都、西都、北都の都知事になったブラッド族はエボルトに代わって地球滅亡を企み、邪魔なビルドを倒すためにビルド殲滅計画を始動し、日本の全国民を洗脳して暴徒化させてビルドを襲わせる。それにより、戦兎の仲間である石動美空と滝川紗羽も敵と化したうえ、猿渡一海 / 仮面ライダーグリスと氷室幻徳 / 仮面ライダーローグも捕まったばかりでなく、戦兎の相棒である万丈龍我 / 仮面ライダークローズもブラッド族の手先になってしまう。
龍我が戦兎を倒してハザードトリガーを手に入れると、伊能は仮面ライダーブラッドに変身し、パンドラボックスをも手に入れようと画策する。
史上最悪の危機に、ビルド最後の実験が始まる。

## 本作品の登場人物
テレビシリーズの登場人物については仮面ライダービルド#登場人物を参照。

### ブラッド族
エボルトと同じ地球外生命体の集団。10年前、石動惣一と共に火星を探査した極プロジェクトの宇宙飛行士たちに擬態し、陰からエボルトに協力していたが、なかなか地球を滅ぼそうとしないエボルトに代わって自分たちで地球を滅ぼすため、パンドラタワーに樹立された新政府の都知事として暗躍する。時系列上、本作品の出来事の直前に当たるテレビシリーズ第45話でも彼らが就任したニュースが流れており、その中で顔写真のみではあるが先行登場している。
- 石動以外にも火星に降り立った宇宙飛行士が存在し特殊能力を持っているという設定はテレビシリーズ当初から想定されており、第4話の宇宙飛行士時代の石動の写真で他の飛行士の存在も示唆していた[14][15]。脚本を手がけた武藤は、作中で述べられている事項のほか、スカイロードや密航船などの抜け道もブラッド族によるものであると述べている[14]。一方で、ブラッド族について描写すると設定が複雑になりすぎるため、テレビシリーズではエボルトが単独で暗躍していたとも解釈できるように構成している[14]。

伊能 賢剛（） / 仮面ライダーブラッド
新たに東都の都知事に就任した男性。西都首相の御堂正邦の参謀として、裏で暗躍していた。刑務所から脱獄した龍我の情報を惣一（エボルト）に流させ、戦兎と龍我を巡り合わせるよう仕向けた。

郷原 光臣（） / ゼブラロストスマッシュ
新たに西都の都知事に就任した男性。北都首相の多治見喜子の参謀として、裏で暗躍していた。また、龍我の監視役として、彼の恋人であった小倉香澄をバーンスマッシュに仕立て上げることを提案した。

才賀 涼香（） / シザーズロストスマッシュ
新たに北都の都知事に就任した女性。東都首相の氷室泰山の側近として、氷室幻徳を首相代理にさせ、彼に西都や北都を挑発させ、戦争を引き起こさせた。

### その他の登場人物
舞原 由宇（）、舞原 新汰（）
冒頭にて、ストレッチクローンスマッシュとフライングクローンスマッシュに襲われていたところを戦兎に助けられた姉弟。
ブラット族との戦いが終わった後、世間が仮面ライダーに対する危険性が広がる中、戦兎に助けたお礼を言った。

## 本作品オリジナルの仮面ライダー

### 仮面ライダービルド クローズビルドフォーム
桐生戦兎が、万丈龍我と合体して変身するビルドの新たなベストマッチフォーム。
細部の意匠こそ異なるものの、その名の通り基本的にはビルド ラビットラビットフォームのハーフボディと、クローズのドラゴンハーフボディを組み合わせた姿をしており、腰部にはローブが新たに追加されている。それぞれのパーソナルカラーである赤と紺に加え、ビルド側には金、クローズ側には銀がアクセントとして加えられている。
変身の際にはラビットタンクスパークリングと同様にクローズビルド缶を振り、シールティングタブを引いてビルドドライバーに装填する。「クローズビルド！」の音声が流れた後にレバーを回すことで特殊加工設備・L&Pスナップライドビルダーが前後に形成し、「変身！」の掛け声と共に、その場にいたため巻き込まれた龍我もハーフボディと共に戦兎に結合され、変身が完了する。
変身音声は「ラビット！ドラゴン！Be The One！クローズビルド！イエイ！イエーイ！」。
戦兎と龍我の肉体が融合しているが、意識までは融合していないため、変身した当初は息が合わず体のコントロールに問題が生じて戦闘に苦労したが、徐々に2人の力がシンクロしていったことで凄まじいまでの戦闘力を発揮する。特殊推進ユニットの役割を果たす腰のローブCBベクターローブは飛行能力を有するほか、左足にある次元伸縮バネCBディメンションスプリンガーによって強力なキックを放つ。シルバードラゴンフルボトルの成分が変換された蒼炎の龍状のエネルギー体であるベストマッチドラゴンやゴールドラビットフルボトルの成分が変換された黄金のウサギ型ユニットベストマッチラビットを召喚することもできる。
本作品では空中戦による徒手空拳が主体であったが、一部の作品によってはフルボトルバスターやビートクローザーなど、ビルドとクローズの武器も使用することが出来る。
- ビルドとクローズの融合というコンセプトは、最終フォーム案の一つでもあった[15]。通常のラビットがシンプルなデザインだったため、ラビットラビットのデザインを流用している[21]。ラビットドラゴンとの差別化を図るため、マスクはそのまま組み合わせたのではなく、右側にクローズの頭部のドラゴンを付け、バランスを取るために左側にラビット側の眼にウサギの折れた片耳の意匠が加えられた[出典 3]。ジーニアスフォーム以上に強さを見せるために腰にマントを付けている[21]。
- 撮影用スーツはアップ・アクション兼用の1着のみで、マスクはトラユーフォーフォームのものを改造している[23][22]。ドラゴン側のパーツは新規に造形された[23][22]。

必殺技
ラブ&ピースフィニッシュ
ビルドドライバーのレバーを再度回すことで、「Ready go!」の音声と共に発動する。
金銀2色の二重螺旋型のエネルギー体が敵を拘束した後、そのままエネルギー体に沿って飛び蹴りを叩き込む。技名は戦兎と龍我が同時に叫ぶ。

### 仮面ライダーブラッド
伊能賢剛が変身する仮面ライダー。全身にドラゴンとコブラの意匠を持つ。カラーリングは臙脂・黒・金を基調としており、背部には飛行能力を持つBDベクターマントを纏っている。
変身の際には、ハザードトリガーをビルドドライバーにオーバーフロー状態で装着した後、コブラロストフルボトルを装填したグレートクローズドラゴンをビルドドライバーに装填し、レバーを回すとスナップライドビルダーが展開、パイプが2体のロストスマッシュと龍我を取り込むことで変身する。
変身音声は「オーバーフロー！Wake up CROSS-Z! Get GREAT DRAGON!ブラブラブラブラブラァ！ヤベーイ！」。
変身時にロストスマッシュと融合することによってジーニアスフォームとなったビルドを凌駕する凄まじい戦闘力を誇り、徹底的にジーニアスを痛めつけた後、地球の核を滅ぼそうとした。
BDベクターマントによる空中飛行能力の他、胸のブラッディチェストアーマーの内部中枢に組み込まれた特殊変換炉によってコブラロストフルボトルの成分を変換することで生成したコブラ型巨大発光エネルギー体猛光巨蛇ゼノベイドスネーカーを操る能力も備えている。
また人間でも変身可能だが、闘争本能を刺激するハザードトリガーの強化剤によって精神に過大な負荷がかかるとされている。
- ブラッド族3人がそれぞれ仮面ライダーに変身することも検討されたが、時間や予算などの都合から3人と龍我が融合するという設定となった[15]。
- デザインはコブラとドラゴンをモチーフに、品のある悪役や王族・貴族服のイメージでまとめられ、エボルとの差別化として赤を減らして金と黒が配色され、マントの裏面や複眼にターコイズに似た色を配色している[21][15]。
- 撮影用スーツは、アップ・アクション兼用の1着のみで、胸部プロテクターのコブラの意匠・マント・ブーツのみ新規に造形された[出典 4]。
- マスクはビルドハザードフォームのものを、胸部プロテクターはエボルのものを、ベーススーツはビルドのアクション用のものを、腕や足のパーツは既存のベストマッチフォームのものをそれぞれ改造している[出典 4]。

ツール
いずれも、別の人物が所持していたものを提供・強奪した物を使用している。
ビルドドライバー、グレートクローズドラゴン
龍我がグレートクローズに変身する際に用いる変身ベルトとドラゴン型自律行動ユニット。
元々は龍我が使用していたもので、洗脳された龍我が伊能に提供した。
ハザードトリガー
ビルドドライバー用の機能拡張デバイスで、洗脳された龍我が戦兎から強奪したもの。劇中では起動スイッチを2回押したオーバーフローモードの状態で使用した。

必殺技
ハザードフィニッシュ
劇中未使用。
グレートドラゴニックフィニッシュ
劇中未使用だが、スマートフォン用アプリゲーム『仮面ライダー バトルラッシュ』で使用。
ビルドドライバーのレバーを再度回すことで、「ガタガタゴットン！ズッタンズタン！Ready Go！」の音声と共に発動。右腕に黒と赤の混ざったエネルギーを漲らせ、その状態から相手に目掛けてパンチを繰り出す。

## 本作品オリジナルのロストスマッシュ
いずれもテレビシリーズとは異なり、クローンスマッシュと融合することなく単独で変身する。

シザーズロストスマッシュ
才賀がハサミロストフルボトルで変身するロストスマッシュ。切れ味が鋭い両腕のハサミカウントレスシザーズを武器とし、無数に実体化させて防御壁を形成させることも可能。
- スタッグハードスマッシュとの差別化を図るため、平行にストレートで細長い刃を配置し、戦い方もつまんで投げたりするなどの想定がされた。

Vシネクスト『ビルド NEW WORLD 仮面ライダークローズ』
同作品の登場人物である馬渕 由衣（）の回想で、彼女自身がファウストに連れ去られた後ネビュラガスを浴びてこの姿に変貌させられ、ロストフルボトルの実験台にされた挙句、焼死したことが判明している。

ゼブラロストスマッシュ
郷原がシマウマロストフルボトルで変身するロストスマッシュ。ヘッドバットなどの強烈な格闘術を持つ。
- スマッシュのデザインコンセプトであった「モチーフを隠す」ことから全身をバネのような筒状のイメージでデザインされたが、シマウマらしさを出すため、銀一色だったバネの一部を塗り分けることとなった。

Vシネクスト『ビルド NEW WORLD 仮面ライダーグリス』
同作品の登場人物で仮面ライダーメタルビルドに変身する浦賀 啓示（）の回想に登場。葛城忍の右腕でありながら、ネビュラガスを浴びてこの姿に変貌させられてロストフルボトルの実験台にされた挙句、ガーディアンの火炎攻撃を浴びて消滅したことが判明する。

## 本作品オリジナルの用語・アイテム
ビルド殲滅計画
伊能たちが進める計画。全国民を洗脳して暴徒化させ、ビルド＝戦兎を精神的に追い詰めようとしていた。

### アイテム
金銀のフルボトル
通常とはボトルカラー、シールディングキャップのラベルデザインが異なるフルボトル。葛城忍による研究データによれば、ハザードレベル7.0到達の影響で変化したもの。
2つ共、クローズビルドフォームの変身が解除されると元のラビットフルボトルとドラゴンフルボトルに戻った。その後、テレビシリーズ最終話でもジャストマッチブレイクの発動や、トライアルフォーム（ラビットドラゴン）の変身に使用された。
ゴールドラビットフルボトル
金のラビットフルボトル。ラビットフルボトルが戦兎のハザードレベル7.0到達の影響を受けて変化したもの。クローズビルド缶の合成素材の一つ。
シルバードラゴンフルボトル
銀のドラゴンフルボトル。ドラゴンフルボトルが龍我のハザードレベル7.0到達の影響を受けて変化したもの。クローズビルド缶の合成素材の一つ。

クローズビルド缶
クローズビルドフォームへの変身時に使用する缶型のアイテムで、上記の金銀のフルボトルとジーニアスフルボトルがベルナージュの力で融合したもの。戦闘後は元の3つのフルボトルに戻っている。
- デザインはラビットタンクスパーリングのリデコである。

コブラロストフルボトル、ハサミロストフルボトル、シマウマロストフルボトル
テレビシリーズ第45話において、エボルトが内海に渡したブラックロストフルボトル。それぞれ前者は伊能が仮面ライダーブラッドの変身に、後者の2本は才賀と郷原がロストスマッシュの変身に使用。

## キャスト
- 桐生戦兎 / 仮面ライダービルド - 犬飼貴丈
- 万丈龍我 / 仮面ライダークローズ - 赤楚衛二
- 石動美空 - 高田夏帆
- 猿渡一海 / 仮面ライダーグリス - 武田航平
- 内海成彰 - 越智友己
- 葛城忍 - 小久保丈二
- 葛城巧 - 木山廉彬
- 郷原光臣 / ゼブラロストスマッシュ - 藤井隆[35]
- 才賀涼香 / シザーズロストスマッシュ - 松井玲奈[35]
- 舞原由宇 - 呼春[注釈 5]
- 舞原新汰 - 鶴翔麒
- 市民 - しいはしジャスタウェイ
- ニュースキャスター - 池田沙絵美
- お天気キャスター - 吉田愛梨
- レポーター - 内村麻美
- 滝川紗羽 - 滝裕可里
- 氷室幻徳 / 仮面ライダーローグ - 水上剣星
- 石動惣一 / 仮面ライダーエボル - 前川泰之
- 伊能賢剛 / 仮面ライダーブラッド - 勝村政信[35]

### 声の出演
- 仮面ライダーエボル - 金尾哲夫[3]
- ベルナージュ - 雨宮天
- 仮面ライダージオウ - 奥野壮[37][注釈 6]

### スーツアクター
- 仮面ライダービルド[38][19] - 高岩成二
- 仮面ライダーローグ[39] - 渡辺淳
- 仮面ライダークローズ[39] - 永徳
- 仮面ライダーグリス[39] - 藤田慧
- 岡田和也
- 仮面ライダーブラッド[出典 5] - 今井靖彦
- ゼブラロストスマッシュ[42] - 神前元
- シザーズロストスマッシュ[43] - 石井靖見
- 塚越靖誠
- おぐらとしひろ
- 中田裕士
- 鍜治洸太朗
- 高橋光
- 佐藤義夫
- 向田翼
- 滝川紗羽（吹き替え）[44] - 下園愛弓
- 寺本翔悟
- 浦家賢士
- 御前伸幸
- 野邉大地
- 松本城太郎
- 石上龍成
- 近藤雄太
- 中井絢子
- 北野瑠那
- 宮澤雪
- 五十嵐睦美
- 木寺奈緒
- 宍倉弘忠
- 市川雅章
- 内田卓斗
- 豊田泰史
- 酒井和真
- 白井雅士
- 小豆畑祐二
- 本田光騎
- 上平田結花
- 大河平レオン
- 齊藤謙也
- 小森拓真

## スタッフ
- 原作 - 石ノ森章太郎[3][45]
- 脚本 - 武藤将吾[3]
- 音楽 - 川井憲次[3]
- 製作 - 手塚治（東映）、亀山慶二（テレビ朝日）、高木勝裕（東映アニメーション）、間宮登良松（東映ビデオ）、野田孝寛（アサツー ディ・ケイ）、相原晃（東映エージエンシー）、垰義孝（バンダイ）
- 企画 - 白倉伸一郎 （東映）、鷲尾天（東映アニメーション）、加藤和夫（東映ビデオ）、麻生一宏（アサツー ディ・ケイ）、清水啓司（東映エージエンシー）、金木勲（バンダイ）
- 撮影 - 植竹篤史[45]
- 照明 - 斗沢秀[45]
- 美術 - 大嶋修一[45]
- 録音 - 堀江二郎[45]
- 編集 - 金田昌吉
- スクリプター - 柿﨑徳子
- スケジュール - 塩川純平
- 助監督 - 茶谷和行
- 制作担当 - 中島嘉隆
- ラインプロデューサー - 下前明弘
- Bカメラ - 岩田憲
- VE - 江島公昭
- FO - 佐藤琢也
- 撮影助手 - 平田沙樹
- 撮影応援 - 中村耕太
- ドローン撮影 - 高田早苗（あーと・夢）
- 照明助手 - 佐藤武、権田典之、才田こずえ
- 照明応援 - 内野泰宏
- 録音助手 - 松澤秀昭、山本日香留
- 装飾 - 権田光典
- 小道具 - 岩田智久
- 装飾助手 - 山岡愛里（東京美工）
- 衣裳 - 栗田侑子（東京衣裳）
- 衣裳応援 - 福本翔平
- キャラクター管理 - 中村豊
- キャラクター管理応援 - 小野島泰宏
- 操演 - 髙木友善
- 操演応援 - 田村卓海（ライズ）
- カースタント&コーディネート - 西村信宏
- カースタント - 日下達也、橋本充吾（武士レーシング）
- 美術助手 - 小林桜
- 装置 - 伊藤文奈美
- 装置応援 - 嶋村亮昂（紀和美建）
- 絵画制作 - 轟木満
- 絵コンテ - 武藤聖馬、伊藤そうあ
- キャラクターデザイン - 田嶋秀樹（石森プロ）、小林大祐（PLEX）
- 衣裳デザイン - 伊津野妙子
- 美術デザイン - 酉澤安施
- クリーチャーデザイン - 篠原保[45]
- 物理学アドバイザー - 白石直人
- 造型 - 蟻川昌宏・浅野桂・井上文人・大畠麻衣・大脇涼・沖雄貴・笠野翔一・岸田風斗・黒川浩太郎・古坂友祐・小林広一・齋藤孝造・坂本孝一郎・佐藤敏夫・島貫翔・鈴木信一・辰巳茉莉子・田中孝弘・寺門剛・貫井響・原田堅司・廣瀬亮太郎・松川翼・三上喜康・山口純一・山口遥・山本誠一・吉田哲弥（ブレンドマスター/ブレンドワークス）
- 助監督 - 吉田尅隻、作野良輔、福田和弘、平舘銀河
- 助監督応援 - 高畑隆史、大峯靖弘
- プロデューサー補 - 小出大樹（東映）
- ラインプロデューサー補 - 佐々木幸司
- 制作デスク - 宮地みどり
- エキストラ担当 - 出射均
- 進行主任 - 中村秀康
- 進行 - 只木歩
- 制作応援 - 加藤陽三、吉田崇弘、大内佑介、本間隆廣、式守修、下田翔也、伊場野高嗣、下田尚、平原大志、八木明広、川崎秀彦、板垣隆弘
- 北九州ロケ制作担当 - 石切山義貴
- 整音 - 曽我薫
- 選曲 - 金成謙二（ドンカンバニー）
- 音響効果 - 大野義彦、木下美帆
- 編集助手 - 佐々木裕
- 整音助手 - 長谷川真鷹
- スタジオエンジニア - 田邊萌乃
- 技術運営 - 林和哉
- 仕上進行 - 辻今日子、見立英里
- 仮面ライダージオウ
  - 演出協力 - 田﨑竜太
- 製作プロダクション - 東映テレビ・プロダクション
- スーパーバイザー - 小野寺章
- エグゼクティブプロデューサー - 佐々木基（テレビ朝日）[45]
- プロデューサー - 大森敬仁（東映）、谷中寿成（東映）、井上千尋（テレビ朝日）、菅野あゆみ、古谷大輔（アサツー ディ・ケイ）[45]
- 特撮監督 - 佛田洋（特撮研究所）[3]
- アクション監督 - 宮崎剛（ジャパンアクションエンタープライズ）[3]
- 劇場版「ビルド・ルパパト」製作委員会（東映、テレビ朝日、東映アニメーション、東映ビデオ、アサツー ディ・ケイ、東映エージエンシー、バンダイ）[3]
- 監督 - 上堀内佳寿也[3]

## 音楽
主題歌「Everlasting Sky」
サウンドプロデュース - 冨田恵一 /  作詞 - 藤林聖子 / 作曲 - カワイヒデヒロ / 歌 - Beverly

## 制作
東映プロデューサーの大森敬仁は、夏の劇場版はテレビシリーズのクライマックスと重なるため番組のコンセプトの中心を突く作品とすることを考えており、本作品では主人公・桐生戦兎と万丈龍我の関係性およびスカイウォールで分断された三国の顛末を作品の中心に据えている。
脚本を手がけた武藤将吾は、本作品のテーマをテレビシリーズの第2章で描かれた「軍事兵器としての仮面ライダー」についての決着としており、仮面ライダーが国民からどう見られ、それに対して仮面ライダーたちがどう応えていくかが作品の中核となっている。内容は、60分の枠内で主人公の桐生戦兎1人で物語を牽引させるため、戦兎が信じていた人や守るべき対象に裏切られ心理的に追い詰められる展開となった。当初はゾンビものとすることも検討されていたが、ホラー作品になってしまうとの懸念から市民に追われるという形で決定した。
大森は、本作品の公開前にテレビシリーズで猿渡一海 / 仮面ライダーグリスを退場させ、本作品で別世界の一海を登場させテレビシリーズ最終回への伏線とすることを構想していたが、尺の都合などから実現には至らなかった。

## 映像ソフト化
2019年1月9日発売。Blu-ray / DVDでリリース。
- 劇場版 仮面ライダービルド Be The One DVD通常版（1枚組）
  - 映像特典
    - TRAILER
- 劇場版 仮面ライダービルド Be The One DVDコレクターズパック（2枚組）
  - ディスク1：本編DVD（通常版と共通）
  - ディスク2：特典DVD
    - MAKING
    - 製作発表会見
    - 完成披露イベント
    - 完成披露上映会舞台挨拶
    - 公開初日舞台挨拶
    - SPOT集
    - DATA FILE
    - POSTER GALLERY
    - TRAILER

  - 初回限定特典
    - 特製スリーブケース
- 劇場版 仮面ライダービルド Be The One Blu-ray+DVDセット コレクターズパック（2枚組）
  - ディスク1：本編Blu-ray
    - 映像特典
      - MAKING
      - 製作発表会見
      - 完成披露イベント
      - 完成披露上映会舞台挨拶
      - 公開初日舞台挨拶
      - SPOT集
      - DATA FILE
      - POSTER GALLERY
      - TRAILER

    - 音声特典
      - オーディオ・コメンタリー（犬飼貴丈×プロデューサー：大森敬仁×脚本：武藤将吾×監督：上堀内佳寿也）

  - ディスク2：本編DVD
    - 映像特典
      - TRAILER

  - 初回限定特典
    - 特製スリーブケース

## 関連作品
『ビルド NEW WORLD』
『ビルド』テレビシリーズの後日譚を描くVシネクストで、第1弾『仮面ライダークローズ』では、エボルトと伊能たちと同じブラッド族の生き残りであるキルバスが登場する他、シザーズロストスマッシュが、続く第2弾『仮面ライダーグリス』では、ゼブラロストスマッシュがそれぞれ回想で再登場する。